# Хопёропионерское сельское поселение
Хопёропионе́рское се́льское поселе́ние — муниципальное образование в составе Урюпинского района Волгоградской области.
Административный центр — хутор Криушинский.

## География
Хопёропионерское сельское поселение граничит:
- На севере:
  - С Воронежской областью (с Поворинским городским поселением Поворинского района)
- На востоке и юге:
  - С Новониколаевским городским поселением Новониколаевского района Волгоградской области
- На западе:
  - С Вишняковским и Салтынским сельскими поселениями Урюпинского района Волгоградской области

## История
Хопёропионерское сельское поселение образовано 30 марта 2005 года в соответствии с Законом Волгоградской области № 1037-ОД.

## Население
| 2010 | 2012 | 2013 | 2014 | 2015 | 2016 | 2017 |
| ---- | ---- | ---- | ---- | ---- | ---- | ---- |
| 938  | ↘933 | ↘909 | ↘893 | ↘872 | ↘846 | ↘836 |
| 2018 | 2019 | 2020 | 2021 |      |      |      |
| ↘817 | ↘797 | ↘765 | ↘755 |      |      |      |

## Состав сельского поселения
| № | Населённый пункт | Тип населённого пункта        | Население |
| - | ---------------- | ----------------------------- | --------- |
| 1 | Зотов            | хутор                         | 33        |
| 2 | Криушинский      | хутор, административный центр | 783       |
| 3 | Уваровский       | хутор                         | 122       |